# 许家印
許家印，中華人民共和国商人，河南省周口市太康县人，中國恒大集團的創辦人、董事局主席兼黨委書記、恒大地产集团前董事长，广州足球俱乐部所有人。现担任中国企业联合会副会长、中国房地产业协会副会长、广东省河南商会会长、广东省慈善总会名誉会长、广东省光彩事业促进会副会长等职务。毕业于武漢钢铁学院（现武汉科技大学）冶金系，并获得美国西阿拉巴馬大學荣誉博士，担任武漢科技大學特聘管理學教授、博士生導師。第十二屆全國政協、第十三屆全國政協常委。

## 早年生涯

### 艰苦童年
许家印父亲许贤高（1922年出生，2019年去世）1938年参加中国共产党领导的抗日武装，并在同年加入中国共产党，并曾任骑兵连连长。1946年，许贤高因伤退伍，回乡务农。在家乡当了一名仓库保管员，负责拿钥匙、保管公家的用品、记工分等事务。1951年，中国政府还颁发给他一枚毛泽东像章。
1958年10月9日，许家印生在河南省周口市太康县高贤乡聚台岗村。许家印出生后，父母给他取了一个叫“工厂”的乳名。许家印8个月大的时候，母亲得了败血症，因家境贫困无钱就医，撒手人寰。
从此，许家印和奶奶一起生活，许家印读的聚台岗小学就是几间茅草屋，没有窗户，遮不住雨水，黑板用水泥制成，上面用墨水刷黑，一到下雨天，教室里的地上到处都是烂泥，每到冬天寒意逼人，放学回家好几个钟头都暖不过来。1999年，已是恒大老板的许家印捐款100万元建造了一座三层教学楼的小学，取名“家印小学”。
1974年，16岁的许家印自太康县第一高中毕业，就开始尝试和堂兄许家让一起做生意，赚钱补贴家用。

### 大学打拼
1977年，中国政府恢复中断多年的普通高等學校招生全國統一考試，给许多青年提供了学习深造的机会。许家印听到消息后，也报了名，但是因时间仓促，准备不充分而落榜。1978年，许家印在高中补了5个月的课，住在学校附近拖拉机站一个又漏风又漏雨的破房子里，复习功课，由于营养不良，1.76米个子的许家印，只有90多斤。1978年，许家印再次参加高考，他在人口1000多万的周口市名列第三名，成为恢复高考后的第二届大学生，考入武汉钢铁学院（今武汉科技大学）冶金系金属材料及热处理专业。

## 从商经历

### 舞阳钢铁
1982年，大学毕业的许家印被分配到國營企業河南平顶山舞陽鋼鐵公司，当得知自己成为一名工人时，他内心很不情愿，因为平顶山不是他向往的大城市。来到舞阳轧钢厂后，他主动申请去热处理车间工作，结果在轧钢厂一干就是十年。热处理车间是轧钢厂最大的车间，300多人，主要负责热处理，许家印出任车间主任助理，当时车间主任是陆岳璋。凭借大学学的冶金系金属材料和热处理专业知识，他把车间管理得井井有条，很快进入正轨。在热处理车间的第二年，许家印升任车间副主任，不久升任主任，一直干了7年，主任陆岳璋升任轧钢厂副厂长。1987年，冶金工业部给舞阳钢铁公司颁发了23次奖项，其中6项都是许家印得的。并获得中华人民共和国冶金部颁发的高级经济师职称。
1992年1月，88岁高龄的邓小平来到广东省深圳市第二次视察，发表了南方谈话，掀起了新一轮改革开放的热潮，当年有10万干部下海经商。许家印任了7年的车间主任，依然没有提拔，听到邓小平的南方谈话后，他决定出去闯一闯。后来他回忆说，“我在舞钢工作10年，当了7年车间主任，总是不能提拔，我肯定要走。”许家印的辞职还涉及到一个氧化铁废料处理的问题，自己把废料卖了，收入做福利发给车间员工，结果因这件事被调查。

### 中达集团
从舞阳钢铁公司辞职后，许家印来到广东省深圳市，刚开始做业务员的时候，他在朋友家的走廊住了3个月之久。每天，许家印拿着一份30多页的简历在深圳各大人才招聘市场应聘，接到了三家公司的录取通知，他选了一家叫“中达”的贸易公司。在中达，许家印先从基层业务员做起，逢人就叫师傅，工资500元一月。他凭借自己在舞阳钢铁公司的人脉，从一个贸易项目里分出一单生意，给公司挣了10万元，从而得到中达公司老板的赏识，被提拔为办公室主任。许家印当了办公室负责人，在公司里一间没有使用的厨房他拿来当了卧室。由于缺乏流动资金，许家印任老板一年，业务还没有起色，他用自己的公关技巧，申请了2000万元贷款，开始了公司的征程。
1994年，许家印向中达老板提出进军广州市房地产市场的建议，得到了中达老板的支持和采纳，原本公司决定派他去吉林省长春市做项目经理。国庆节，许家印带着司机、出纳、业务员、勤杂工，一行5人到达广州，开始新的创业生涯。许家印在广州成立了“广州鹏达实业有限公司”，并且出任总经理，公司在黄埔区一带的城中村租了一套三室一厅的民房作为总部。成立之初，许家印带着另外几人一同在黄埔一带张贴广告，寻找客户，筹集资金。很快，许家印收购了一家公司，并且拿到了一个名叫“珠岛花园”的房地产项目。许家印从他之前贷款的2000万元中剩下的1500万元投入到这个项目。筹划期间，许家印跑遍了广州市所有正在新建的楼盘，发现80%都是大户型，大户型影响了楼盘的销售率。他决定“珠岛花园”实施小面积、低价格的策略。这个项目创造了“当年征地、当年报建、当年动工、当年竣工、当年售罄、当年轰动、当年入住、当年收益”的房地产效益，让许家印一举成名。1997年5月1日，许家印在两年半的时间给公司赚了2亿多元的利润。当时他的工资是每个月3000多元，是那时国家公务员的5倍，然而与他对公司所做出的巨大贡献相比，他的收入仍显得微不足道。无奈之下，许家印决定自己创业。正是这一天，许家印和中达老板进行了一次长谈，他对老板说：“人是有价值的，什么样的人，什么样的水平，什么样的贡献，就一定要有什么样的待遇。不然，从管理上来说，是留不住人的。”虽然两人没有谈拢，但是此后每一年，许家印还是会去看望中达老板，因为从他身上学到了创业的基础。

### 创立恒大
1996年4月，许家印创建“广州凯隆公司”，被视为恒大集团的前身。同年8月，广州鹏达公司退出广州天帝公司，这是广州鹏达公司和深圳千盈公司合作创建的，其40%的股权转让给了许家印的广州凯隆公司。1997年3月，许家印将公司更名为“广州恒大实业有限公司”，恒大官方网解释名字含义是“恒大者，古往今来连绵不绝，曰恒；天地万物增益发展，曰大”，自己出任董事长。同时，许家印还创立了“恒大地产”，“恒大钢铁”、“金碧物业”等子公司。恒大地产建立之初，只有8人，为了找到合适的项目，许家印跑遍了广州每一个角落，最后决定买下海珠区工业大道原广州农药厂的土地使用权，开发房地产，取名“金碧花园”。1997年6月8日，金碧花园破土动工，次年6月6日，第二期又动工，给恒大地产赚了第一桶金。
2002年8月23日，恒大集团党委成立，成为广州市第一家非公企业党委，许家印当选党委书记。
2004年，许家印向中国二线城市派出200多员工，开始布局全国、进军全国的房地产项目开发计划。3月，恒大钢铁在茂名市启动。
2006年6月，许家印启动恒大地产海外上市计划。11月，许家印和德国德意志银行、美国美林证券以及新加坡淡马锡控股三家投资机构签订协议，以它们4亿美元认购恒大地产三分之一的股权。
2007年，许家印提出了“三个第一”的口号，即土地储备全国第一，全国销售额第一，全国销售利润第一。同时，许家印提出了连续实施5个“三年计划”，用最少的钱，拿最多的地，快速建成，快速销售，快速回笼资金。8月，许家印得到瑞士信贷集团的4.3亿美元投资，次月，他又从美林贷款1.3亿美元，用来购买土地。
2008年10月，恒大地产在中国18个楼盘开盘。

### 黄金时期
2009年10月，许家印宣布恒大地产在香港联交所公开募股，获得了香港新世界发展集团董事长郑裕彤的力挺。11月5日，恒大地产正式在香港挂牌交易。郑裕彤出资5000万美元、刘銮雄出资5000万美元、李嘉诚的长江实业出资1亿美元、杨受成私人出资1亿港币认购恒大地产股份。同年，许家印组建了“恒大女排”，邀请了郎平来执教，招募了冯坤、周苏红、杨昊、殷茵等球员，恒大女排以甲十二连胜的成绩冲上了甲。2012年3月3日，恒大女排战胜上海女排，夺得中国女排联赛冠军，成为继上海、八一、天津、辽宁后的第五支夺冠球队。2013年，恒大女排蝉联中国女排联赛冠军，并且夺得女排亚俱杯冠军，创造历史。
2010年，恒大集团以一亿元买断广州足球俱乐部全部股权，并更名为广州恒大足球俱乐部，当年即获得中甲联赛冠军。次年获得中超联赛冠军，是中国足球联赛史上首队在升上顶级联赛第一年就勇夺冠军的球队。更於2013年奪得亞冠聯賽冠軍，為中國足球的發展帶來貢獻。2011年8月2日，恒大足球俱乐部和西班牙皇家马德里俱乐部达成战略合作协议，西班牙皇家马德里俱乐部给中国建亚洲最大的足球学校，培养足球运动员。9月，学校在清远市选址，12月，西班牙皇家马德里俱乐部派费尔南多任技术总监，并且派教练来执教。2012年4月，恒大皇马足球学校向全国招生，10月举行开学典礼。这年11月，许家印出资10亿元，在北京建立北京恒大文化产业集团，旗下包括恒大电影公司、恒大经纪公司、恒大发行公司、恒大唱片公司、恒大院线公司、恒大动漫公司六大块，成中国首个覆盖影视全部生产链的文化产业集团。2012年3月，许家印在出席全国政协会议时因其愛馬仕皮带而被网民（尤其是中超球迷）调侃，上海申花时任投资人朱骏亦曾于2012年10月调侃许家印和自己的区别在于“一个系着H皮带，一个没有皮带”。
2013年4月8日，许家印和清华大学签署10年的校企合作协议，清华大学每年派150名大学生去恒大集团实习，恒大也成为清华大学实习生最大的实习基地。11月20日，许家印和中国人民大学合作建立“中国人民大学恒大足球学院”，校址在清远市，同时由人大附中的老师负责恒大皇马足球学校的日常教学。12月2日，许家印和哈佛大学签署战略合作协议，在中国建立哈佛医院，建立哈佛绿色建筑中心、哈佛免疫学及疾病研究中心、哈佛数学科学中心。
2015年11月21日，在广州恒大足球俱乐部夺得亚冠冠军的日子，许家印宣布“恒大人寿保险公司”成立。
2016年1月29日，恒大互联网集团在深圳市市场监督管理局注册成立，标志着恒大集团涉足金融领域。3月17日，许家印宣布“恒大金服”上线。
2016年7月20日，美国《财富》杂志公布当年世界500强公司，恒大成为唯一一家只用了20年就成了世界500强的房地产企业。

### 經營危機
早在2012年6月12日，香港投资界媒体香櫞研究就发布了一份关于恒大的报告，指恒大已经资不抵债，许家印主导组建了一支分析团队，由普华永道的会计师和一些律师事务所人士组成。6月21日，许家印召开全球投资者连线的电话会议，回应投资者关注的问题。次日，恒大发布长达9页的报告，逐条反驳香橼报告。2016年8月，香港政府市场失当行为审裁处裁定，香橼创始人安德鲁·莱福特未来5年禁止进入香港市场，同时要求归还做空恒大的160万元利润。
2016年12月，中共中央总书记习近平在中央经济工作会议上提出“房住不炒”，逐步限制房地产投机行为，大量中国房地产企业因为政策限制陷入流动性危机乃至于倒闭，企业融资环境更进一步恶化。2021年6月起，恒大集團經營狀況不斷惡化，現金周轉出現問題，廠商付款拖延、股價下跌、債務違約等現象頻頻爆發。造成股債跌跌不休，已傳出各種破產、倒閉流言。9月8日透過旗下員工發出消息，停止兌付所有理財產品孳息與利潤，消息傳出後在恒大財富的投資人間引爆恐慌，事態開始擴大。恒大欠供应商、债权人和投资者总计1.9665万亿元人民币（合3000多亿美元）。
2021年8月17日，许家印不再担任恒大地产董事长，赵长龙担任董事长、总经理和法人代表。
2021年10月，许家印动用部分个人财富給恆大集團還債。同年11月，許家印出售艺术品、书法作品以及两处高档住宅等奢侈品资产合計70億注入恆大集團。
2023年5月12日，恒大发布公告称，公司收到广东省广州市中级人民法院就深圳国际仲裁院的仲裁裁决所发出的执行通知书，许家印是该执行通知的被执行人，被执行事项涉及金额合计60.61亿元。
2024年1月29日，香港高等法院对中国恒大集团下达清盘令。
2024年3月18日，中国证监会向恒大地产下发行政处罚及市场禁入事先告知书。同日，湖北省咸宁市中级人民法院对许家印下发限制高消费令。5月31日，证监会对恒大地产债券欺诈发行及信息披露违法案作出行政处罚决定，对许家印给予警告，并处以4700万元的罚款，同时采取终身证券市场禁入措施。

### 被捕
2023年9月27日，据知情人士透露，许家印在9月初即被警方带走，正在指定地点接受监视居住，具体原因仍尚不清楚。观察者网官方微博在数小时后也报道“有接近恒大的知情人士证实了该消息”，并说“事情就发生在几天前”。据悉许家印被指定监视居住的地点位于北京的一处居所。然而微博不久后便显示内容不存在。翌日，恒大集团公告称，許家印因違法而被采取强制措施。《华尔街日报》指许家印是因为将资产转移至海外而遭到逮捕调查。另据消息人士指出，除了许家印，还有多位恒大核心人员在许家印遭监视居住前后被带走调查，包括曾主导恒大财富工作的许家印二儿子许滕鹤、负责恒大系资金运作的前CFO潘大荣，以及恒大地产集团、恒大物业集团前董事长甑立涛。

## 个人生活

### 财富
2003年10月，列入歐洲貨幣組織「中國百富排行榜」第38名。2008年底以每呎6.6萬港元、遠超市場平均水平（約4萬港元）的價格，向新世界發展（0017）買下山頂布力徑10號6000呎豪宅。据《胡润中国富豪榜2017》，许家印以2900亿人民幣的資產成为中国首富，超越阿里巴巴的創辦人马云、腾讯的創辦人马化腾。

### 家庭
许家印在舞阳钢铁公司认识了妻子丁玉梅，两人育有两个儿子，其中小儿子名为许滕鹤（Peter Xu），曾主导恒大财富的工作。两个孩子从小在加拿大读书，妻子在加拿大陪读，自己在中国照顾老人和岳母。2023年8月15日，“许家印离婚”的说法在社交媒体流传，起因是恒大是8月14日晚间公布的一系列公告。在同月30日傍晚，腾讯新闻《潜望》發稿稱，丁玉梅已於2022年与许家印办理离婚。丁玉梅得知中國有企業家因許家印被邊境控制後，隨即買機票離開香港。但对于丁玉梅有关的其他信息，記者接觸到的接近恒大的相关人士称不清楚。

## 公益慈善
- 2000年3月，许家印在河南省周口市投资亿元创办的全日制寄宿恒大中学，2011年4月27日捐赠给周口市政府。
- 从1998年到2003年，许家印为社会各项公益事业捐款累计达1260万元，被誉为“南国地产公益第一人”。[80]
- 至2011年，恒大集团成立15年以来，先后为教育、民生、体育、文化等社会慈善公益事业捐款100多次，逾10亿元。[81]
- 2012年福布斯发布中国慈善榜，连续4年上榜的许家印以2011年全年3.9亿元的现金捐款总额问鼎排行榜冠军。[82]
- 在2016年胡润慈善榜中，他以8.4亿元的捐助额名列第5位，捐助方向为扶贫和社会公益。[83]
- 2018年7月31日，在《福布斯》发布的2018中国慈善榜中，许家印以42.1亿元的现金捐赠金额位居榜首，捐赠金额占榜单总额的四分之一，继2012、2013年后第三次成为中国首善。[84]
- 2018年9月，许家印连续八年荣获国家民政部颁发的“中华慈善奖”，成为现金捐赠额累计最高、荣获“中华慈善奖”次数最多的爱心人士。[85]
- 2018年10月，回母校武汉科技大学参加120周年校庆之际给母校捐资1亿元人民币，这是武汉科技大学历史上金额最大的单笔校友捐款，也是湖北省属高校金额最大的单笔校友捐款。[86]之前他已经为母校捐建教学设施提升办学条件，捐赠设立许家印奖学金帮助贫困生。[87]
- 2019年7月，在《福布斯》發布的2019中國慈善榜中，許家印以40.7億元的現金捐贈金額，排名第1名。[88]
- 2020年11月，胡润研究院发布《2020胡润慈善榜》，扶贫与抗疫为主，恒大62岁的许家印以28亿捐赠额首次成为中国首善。[89]

## 荣誉
- 中國企業聯合會、中國企業家協會副會長（2003年8月出任）[53]
- 中国民营经济十大风云人物（2004年）[90]
- 推动中国城市化进程十大杰出贡献人物（2004年）
- 年度十大慈善人物（2005年）[91]
- 全国劳动模范（2005年）[92]
- 优秀中国特色社会主义事业建设者（2006年）[93]
- 中国扶贫慈善家（2009年中国扶贫基金授予）[94]
- CIHAF中国房地产十大风云人物（2009年，2011年）
- 获“对民族产业贡献卓著的民营功勋企业家”荣誉（《中国工商》杂志、华商韬略编辑委员会、中华工商联合出版社联合发起《民营力量璀璨中国梦想——100位对民族产业贡献卓著的民营功勋企业家》荣誉报道活动。2013年10月）
- 第十三届全国政协常委（2018年3月当选）[95]
- 改革开放40年百名杰出民营企业家（2018年10月）[96]